# كوهي هيجا
كوهي هيجا (باليابانية: 比嘉 厚平) (30 أبريل 1990 في كوشيغايا في اليابان – )؛ هو لاعب كرة قدم ياباني سابق كان يلعب كلاعب وسط.

## وصلات خارجية
- كوهي هيجا على موقع رابطة كرة القدم اليابانية للمحترفين (اليابانية)
- كوهي هيجا على موقع قاعدة بيانات كرة القدم.إي يو (الإنجليزية)
- كوهي هيجا على موقع Soccerway.com (الإنجليزية)
- كوهي هيجا على موقع عالم كرة القدم.نت (الإنجليزية)
- كوهي هيجا على موقع كووورة